# 亞歷山大·戴倫度
亞歷山大·迪奧利華拉·馬塞多·祖利亞（Alexandre de Oliveira Macedo Júnior，1996年5月14日—），生於巴西，巴西足球運動員，司職前鋒，於2017年1月31日與希臘甲組聯賽球會卡利地亞簽約，最終卡利地亞在18隊中排名16，並且宣告護級失敗。他在2018年7月11日與港超聯球會理文簽約。同年11月，球隊成績欠佳，戴倫度和球會同意提早解約。

## 個人生活
2019年12月，戴倫度疑因毆打女朋友在巴西被捕入獄。

## 外部連結
- Alexandre Talento （页面存档备份，存于）
- Alexandre Talento （页面存档备份，存于）
- Alexandre Talento （页面存档备份，存于）